# Dirk Smitsstraat
De Dirk Smitsstraat is een straat in de Rotterdamse wijk Rubroek binnen de grenzen van het stadsdeel Kralingen-Crooswijk. De straat loopt van de Linker Rottekade naar het Goudseplein en de Van der Werffplaats. De Dirk Smitsstraat kruist halverwege de Jonker Fransstraat en is ongeveer 185 meter lang.
Aan de Dirk Smitsstraat 76 bevindt zich onder andere het Nederlands Instituut voor Volksontwikkeling en Natuurvriendenwerk (Nivon). Het is nog het enige oorspronkelijke gebouw aan de straat; het betreft een voormalig schoolgebouw voor gewoon lager onderwijs uit 1877. Het gebouw is na een uitgebreide sanering van het gebied nog het enige met een huisnummer aan de Dirk Smitsstraat.

## Geschiedenis
De in het jaar 1865 tussen de Rotte en de Goudse Rijweg aangelegde straat kreeg in eerste instantie de aanduiding straat L. Op 6 april 1868 werd de straat door de gemeenteraad vernoemd naar de Rotterdamse dichter Dirk Smits.
Van 1866 tot 1878 was op Dirk Smitsstraat 4, in de villa Belvédère, een kinderziekenhuis gevestigd. Na een bezoek van koningin Sophia in 1869 en een donatie aan de instelling harerzijds, ging het zich Sophia Kinderziekenhuis noemen. In 1884 kwam tussen de Dirk Smitsstraat en de Goudse Rijweg het Goudseplein gereed waar ook de Crooswijkseweg, de Goudseweg en de Van der Werffstraat op uitkwamen. Het Natuurhistorisch Museum Rotterdam was vanaf juli 1933 enkele jaren in een lokaal van Dirk Smitsstraat 76 ondergebracht.
Na de Tweede Wereldoorlog vond vanaf circa 1970 in die toen zogenoemde Goudsebuurt een grootschalige sloop en nieuwbouw plaats. In deze periode kwam het Goudseplein, nu een soort binnenplaats, meer naar het westen te liggen en werd de Dirk Smitsstraat via een haakse bocht met de kruising Goudse Rijweg, Vondelweg en Admiraal de Ruyterweg verbonden. Dit laatste stuk wordt nu, na afbraak van de huizen en aanleg van een parkeerplaats, Van der Werffplaats genoemd.